# Даскалов, Христо
Христо Стефанов Даскалов (болг. Христо Стефанов Даскалов; 18 февраля 1903, Выглевци — 4 мая 1983, София) — болгарский агроном и селекционер, академик Болгарской академии наук (1952), иностранный член ВАСХНИЛ (1967), иностранный член Академии наук СССР (1976).

## Научная деятельность
Христо Даскалов получил высшее агрономическое образование в Германии, дополнительно обучался в Швеции. Занимал следующие должности:
- директор НИИ «Марица» в Пловдиве (1932—1946),
- профессор растениеводства Агрономического факультета Пловдивского университета (1946—1952), ректор с 1947 года,
- директор Института растениеводства при БАН (1952—1961) и Академии сельскохозяйственных наук (с 1961),
- секретарь отделения сельскохозяйственно-экономических наук БАН (1955-1961)

Член-корреспондент Болгарской АН (1948), академик БАН (1952). Заместитель председателя БАН (1959—1961) и АСН (от 1961).
Даскалов также был членом ряда иностранных академий наук: член-корреспондент Германской сельскохозяйственной академии наук (1946), почётный доктор Берлинского университета (1947), член-корреспондент Польской АН (1962), иностранный член ВАСХНИЛ (1967) и иностранный член АН СССР (1976).
Известен тем, что вывел около 30 сортов сельскохозяйственных культур — томаты, дыни, баклажаны, арбузы и т.д. Работал над проблемами гетерозисных явлений у культурных растений и межвидовой гибридизации.

## Политическая деятельность
Член Болгарской коммунистической партии с 1944 года. Депутат 1-го, 2-го, 3-го, 5-го, 6-го и 7-го Народных собраний НРБ.

## Награды
- Димитровская премия (1950, 1971)
- Орден Георгия Димитрова (1959, 1963)
- Герой социалистического труда НРБ (1963)
- Народный деятель культуры НРБ (1969)

## Избранная библиография
- "Изследвания върху хетерозиса при доматите и възможността за практическото му използуване у нас" - 1935
- "Основи на парниковото и оранжерийно зеленчукопроизводство в България" - 1941
- "Основи на зеленчукопроизводството в България" - 1949
- "Приложение на присаждането при някои видове от семействата Solanaceae и Cucurbitaceae" - 1950
- "Нови резултати от междувидовата хибридизация при доматите" - 1953
- "По въпроса за същността на хетерозисните явления" - 1961